# Marie-Claire Blais
Marie-Claire Blais OC OQ RSC (Quebec, 5 de outubro de 1939 – Key West, 30 de novembro de 2021) foi uma escritora, romancista, poetisa e dramaturga canadense da província de Quebec. Em uma carreira de setenta anos, ela escreveu romances, peças de teatro, coleções de poesia e ficção, artigos de jornal, dramas de rádio e roteiros para televisão. Ela recebeu quatro vezes o prêmio literário do Governador Geral para literatura franco-canadense e também recebeu a Bolsa Guggenheim para artes criativas.
Algumas de suas obras incluem La Belle Bête (1959), The Manuscripts of Pauline Archange (1968), Deaf to the City (1979) e uma série de dez volumes, Soifs, escrita entre 1995 e 2018.

## Primeiros anos
Blais nasceu em 5 de outubro de 1939 em uma família de colarinho azul em Québec, é filha de Fernando e Véronique (Nolin) Blais. Ela era a mais velha de uma família de cinco filhos. Ela estudou em uma escola de convento, mas teve que interromper seus estudos aos 15 anos para procurar emprego como escriturária e mais tarde como datilógrafa. Aos dezessete anos, matriculou-se em algumas aulas na Université Laval, onde conheceu a professora e crítica literária Jeanne Lapointe e o padre e sociólogo Georges-Henri Lévesque, que a incentivaram a escrever.

## Carreira
Blais publicou seu primeiro romance La Belle Bête (traduzido como Sombras Loucas) em 1959, quando completou 20 anos. Ela recebeu uma bolsa do Conselho Canadense de Artes que lhe permitiu começar a escrever em tempo integral. Ela se mudou primeiro para Paris e depois para os Estados Unidos em 1963, morando inicialmente em Cambridge, Massachusetts, e depois em Wellfleet, Massachusetts. Ela também foi ajudada pelo crítico literário americano Edmund Wilson, que a apresentou a artistas e escritores em Cape Cod, incluindo a feminista Barbara Deming e a escritora e pintora Mary Meigs. Os três viveram juntos em Wellfleet por seis anos. Blais permaneceu como parceiro de longa data de Mary Meigs até a morte de Meigs em 2002.
Durante esse período, Blais recebeu duas bolsas Guggenheim. Em 1975, depois de dois anos morando na Bretanha, França, ela voltou para Quebec. Por cerca de vinte anos, ela dividiu seu tempo entre Montreal, os municípios do leste de Quebec e Key West, Flórida, onde manteve sua residência permanente.
Em 1972, ela se tornou uma Companheira da Ordem do Canadá. Muitas de suas obras foram adaptadas para outros formatos: La belle bête foi transformada em balé pelo Balé Nacional do Canadá em 1977. O mesmo livro foi transformado em filme por Karim Hussain em 1976. Hussain ganhou o Prêmio de Diretora no Festival de Cinema Underground de Boston por seu trabalho. Algumas das outras obras de Blais que foram transformadas em filmes incluem Une saison dans la vie d'Emmanuel (Claude Weisz, 1973), que ganhou o Prix de la Quinzaine des jeunes réalisateurs no Festival de Cinema de Cannes, Le sourd dans la ville (Mireille Dansereau, 1987), que ganhou um prêmio no Festival de Cinema de Veneza, e L'océan (Jean Feuchère, 1971).
Blais ganhou o Prêmio Governador Geral no Canadá por dois de seus romances, The Manuscripts of Pauline Archange (1968) e Deaf to the City (1979). Ela também escreveu uma série de 10 volumes começando com Soifs (1995) (trad. Thirstings) traduzido para o inglês como These Festive Islands. A série se passava em uma cidade insular inspirada em Key West e apresentava um elenco interligado de mais de cem personagens, incluindo drag queens, pintores, escritores e frequentadores de bares, muitos deles baseados em conhecidos que ela fez na ilha, onde fazia parte de uma comunidade que incluía o jornalista e romancista John Hersey e o poeta James Merrill. A escrita era baseada em frases longas descritas como "sinuosas", com uma combinação de rápidas mudanças entre monólogos internos e diálogos dos personagens. Os livros foram escritos no estilo "fluxo de consciência", sem capítulos nem quebras de parágrafo. O último livro da série de 10 volumes Une réunion près de la mer foi publicado em 2018.
Ela patrocinou o Prix littéraire Québec-France Marie-Claire-Blais a partir de 2005; concedido anualmente a um autor francês por seu romance de estreia.
Blais era uma leitora fervorosa de literatura de língua francesa e ganhou quatro Prêmios Literários do Governador Geral ao longo de sua carreira. Em um artigo no jornal canadense The Globe and Mail, a crítica literária Jade Colbert a chamou de "a Virginia Woolf do século XXI", enquanto o romancista de Quebec Michel Tremblay a chamou de "um dos nossos maiores tesouros nacionais".
Além de seus romances, Blais escreveu várias peças, coleções de poesia e ficção, artigos de jornal, dramas de rádio e roteiros para televisão. Suas obras tinham personagens que incluíam crianças delinquentes, freiras rebeldes e padres abusivos e incluíam questões como a supremacia branca, o holocausto nuclear e a epidemia de AIDS. Seus livros incluíam o sofrimento como tema recorrente, embora ela própria tenha observado em uma entrevista que preferia a serenidade ao sofrimento.

## Vida pessoal
Blais foi uma parceira de longa data da escritora e pintora americana Mary Meigs. Meigs morreu antes dela em 2002.
Blais morreu em 30 de novembro de 2021, em Key West, Flórida.

## Obras publicadas
Fonte (obras publicadas em francês, com tradução livre em português):
- 1959: La Belle Bête (A Bela Besta)
- 1960: Tête blanche (Cabeça branca)
- 1962: Le jour est noir – ("O dia está negro" em O dia está escuro e três viajantes)
- 1963: Países velados ("Veiled Countries" in Veiled Countries/Lives)
- 1965: Une saison dans la vie d'Emmanuel (Uma temporada na vida de Emmanuel)
- 1966: L'insoumise (O Fugitivo)
- 1966: Les voyageurs sacrés ("Três Viajantes" in O Dia Está Escuro e Três Viajantes)
- 1967: Existences ("Vidas" em Países/Vidas Veladas)
- 1968: Les manuscrits de Pauline Archange (Os Manuscritos de Pauline Archange)
- 1968: L'exécution (A Execução)
- 1969: Vivre! Vivre! (Os Manuscritos de Pauline Archange)
- 1970: Les apparences (Aparições)
- 1972: Le loup (O Lobo)
- 1973: Un Joualonais, sa Joualonie (St. Lawrence Blues)
- 1974: Fièvre et autres textes dramatiques (Febre e outros textos dramáticos)
- 1975: Une liaison parisienne (Um caso literário)
- 1977: Océan suivi de murmures (Oceano seguido de murmúrios)
- 1978: Les nuits de l'underground (Noites no Subterrâneo)
- 1979: Le sourd dans la ville (Surdos para a Cidade)
- 1982: Visions d'Anna ou Le vertige (Mundo de Anna)
- 1984: Sommeil d'hiver (Sono de inverno)
- 1984: Pierre, la guerre du printemps (Pierre)
- 1988: L'Île (A Ilhha)
- 1989: L'Ange de la solitude (O Anjo da Solidão)
- 1992: L'exilé; Les voyageurs sacrés (O Exílio; O Exílio e os Viajantes Sagrados)
- 1993: Parcours d'un écrivain: Notes américaines (Cadernos Americanos: A Jornada de um Escritor)
- 1995–2018: Soifs série (Sedes)
  - 1995: Soifs (Estas Noites Festivas)
  - 2001: Dans la foudre et la lumière (Trovão e Luz)
  - 2005: Augustino et le chœur de la déstruction (Agostinho e o Coro da Destruição)
  - 2008: Naissance de Rebecca à l'ère des tourments (Rebecca, Nascida no Maelstrom)
  - 2010: Mai au bal des prédateurs (Maio no Baile dos Predadores)
  - 2012: Le jeune homme sans avenir (Nada para você aqui, jovem)
  - 2014: Aux jardins des Acacias (Os Jardins das Acácias)
  - 2015: Le festin au crépuscule (Uma Celebração do Crepúsculo)
  - 2017: Des chants pour Angel (Músicas para Angel)
  - 2018: Une réunion près de la mer (Um encontro perto do mar)
- 2007: The Collected Radio Drama of Marie-Claire Blais (O Drama de Rádio Coletado de Marie-Claire Blais)
- 2020: Petites Cendres ou la capture (Pequenas Cinzas ou a Captura)
- 2021: Un cœur habité de mille voix (Um coração habitado por mil vozes)
- 2022: Augustino ou l'illumination (Agostinho ou a iluminação)

## Prêmios e indicações
Fonte:
- 1965: Prêmio França-Canadá
- 1966: Prêmio Médicis
- 1982: Prêmio Athanase-David
- 1986: Membro da Sociedade Real do Canadá
- 1988: Prêmio Ludger-Duvernay
- 1996: Prêmio Literário do Governador Geral
- 1999: Prêmio d'Italie
- 2000: Prêmio Literário WO Mitchell
- 2002: Prêmio Príncipe Pierre de Mônaco
- 2006: Prêmio Matt Cohen